# Parectatosia valida
Parectatosia valida är en skalbaggsart som beskrevs av Stefan von Breuning 1940. Parectatosia valida ingår i släktet Parectatosia och familjen långhorningar. Inga underarter finns listade i Catalogue of Life.